# Suada Ələkbərova
Suada Ələkbərova (n. 2001) es una joven cantante de Azerbaiyán
Suada nació en Azerbaiyán. A los cinco años empezó a cantar y a los seis comenzó a estudiar piano. Es solista del grupo vocal "Tebessum" y también realiza bailes de salón.
En 2011 fue galardonada con el diploma Jazz Festival.
En 2012, con once años de edad, representó a Azerbaiyán en el Festival de la Canción de Eurovisión Junior 2012 junto a Ömər Sultanov con la canción «Girls and Boys», quedando en la penúltima posición con solo 11 puntos.